# Ectropothecium brachycarpum
Ectropothecium brachycarpum là một loài Rêu trong họ Hypnaceae. Loài này được (Dixon) Magill mô tả khoa học đầu tiên năm 1979.